# Parc del Nord
El parc del Nord és un parc urbà del municipi de Sabadell. Amb 17,5 hectàrees de superfície, és el segon més gran de la ciutat, tot i que actualment només 2,7 hectàrees en són urbanitzades i les altres estan en projecte d'enjardinar. Està situat al nord de Sabadell, al Districte 3, entre els barris de Can Deu, la Plana del Pintor, Ca n'Oriac, la Roureda, Sant Julià i davant de Can Puiggener. Té una forma allargada, amb una longitud aproximada de 1.600 metres, i se situa en diversos trams, tallats per diferents carrers: des de la plaça de la Primavera fins al carrer del Vinhamala, el carrer Corones, el carrer dels Clavells i la rotonda entre l'avinguda de l'Alcalde Moix i la carretera de Prats de Lluçanès. El traçat correspon al d'una antiga riera, un espai verd amb vegetació autòctona, i el perfil actual del parc conserva el tàlveg central procedent de l'antiga torrentera que desembocava al riu Ripoll. S'hi accedeix en transport públic per l'estació Sabadell Parc del Nord i amb les línies d'autobús 1, 2, 3, 7, 10 i 80.
Per urbanitzar-lo hi ha hagut diferents projectes. D'una banda, l'any 2001 es va convocar concurs d'idees d'avantprojecte global d'urbanització que va guanyar l'arquitecte Manel Ruisánchez Capelastegui. Posteriorment, les obres del perllongament de la línia dels Ferrocarrils de la Generalitat i per fer-hi l'estació van afectar el parc: s'hi van talar arbres i remoure terra per poder-hi fer un túnel doble i un pou d'atac. Amb l'obra acabada, calia replantar els arbres –cosa que han fet la Generalitat i l'Ajuntament de Sabadell– i, posteriorment, encarregar el projecte que ha de permetre ordenar el parc. Per fer aquest projecte, l'Ajuntament va encarregar un concurs d'idees al maig del 2017, que va quedar desert. El juny del 2018 l'Ajuntament va anunciar un nou concurs d'idees.